# Address Resolution Protocol
Address Resolution Protocol (ARP) е мрежов протокол за намиране на физическия адрес (например MAC адрес) на дадено мрежово устройство по неговия адрес от мрежовия слой (IP адрес). Протоколът е дефиниран в RFC 826.
ARP се използва най-вече за Internet Protocol (IP) и Етернет поради преобладаващото разпространение на IPv4. Освен това протоколът може да се използва за много други видове физически адреси и адреси на мрежови протоколи, например Token Ring, FDDI или IEEE 802.11, и IP over ATM.
Функциите на ARP за IPv6 се предоставят от Neighbor Discovery Protocol (NDP).

## Операция
1. ARP изпраща запитване (ARP Request) в локалната мрежа и търси MAC адреса на собственика на IP адреса получател.
2. Хостът, разпознал IP-то си, изпраща MAC-a си като отговор (ARP Response).
3. MAC адресът на получателя се кешира в таблица (ARP Table), така че в случай на бъдеща комуникация, ARP ще може автоматично да асоциира IP-то с MAC адреса.